# Lang Leve de Koningin
Lang Leve de Koningin, também conhecido como Long Live the Queen em inglês, (br: Viva a Rainha! / pt:) é um filme neerlandês de 1995, do gênero infantil e fantasia, dirigido por Esmé Lammers.

## Sinopse
Uma rainha inventa um jogo para que seu marido, o rei, que está entediado, não inicie uma guerra. É a oportunidade para a menina Sara, que se acha menos inteligente que os outros, aprender a jogar xadrez e, ao mesmo tempo, encontrar seu pai.

## Elenco
- Tiba Tossijn.... Sara
- Maya van den Broecke.... Rainha Negra
- Monique van de Ven.... Rainha Branca
- Lisa De Rooy.... Susanne de Wall, mãe de Sara
- Derek de Lint.... Bob Hooke, pai de Sara
- Cas Enklaar.... Bispo Branco
- Piet Bestebroer.... Bispo Negro
- Rudolf Lucieer.... professor
- Pieter Lutz.... avô de Sara
- Serge-Henri Valcke.... Rei Negro
- Jack Wouterse.... Rei Branco
- Karen Baars.... Alice

## Principais prêmios e indicações
Chicago International Children's Film Festival (EUA)
- Esmé Lammers recebeu o Prêmio Montgomery e o filme tirou segundo lugar no Prêmio Júri Adulto para filme de cinema.

Nederlands Film Festival 1996 (Holanda)
- Venceu na categoria de Melhor Filme.

Würzburg International Filmweekend 1997 (Alemanha)
- Recebeu o prêmio de Melhor Filme Infantil.